# Rudolf Weise (Mediziner)
Rudolf Weise (geb. um 1900; gest. nach 1961) war ein deutscher Mediziner und ärztlicher Standespolitiker.

## Leben
Rudolf Weise studierte Medizin an der Universität Bonn und gehörte seit 1919 der Burschenschaft Alemannia Bonn an. Er wirkte nach dem Studium als in Düsseldorf niedergelassener HNO-Arzt. Er war von 1950 bis 1961 Präsident der Ärztekammer Nordrhein.
1966 wurde er mit der Paracelsus-Medaille der Deutschen Ärzteschaft ausgezeichnet.